# Fusil antitanque Boys

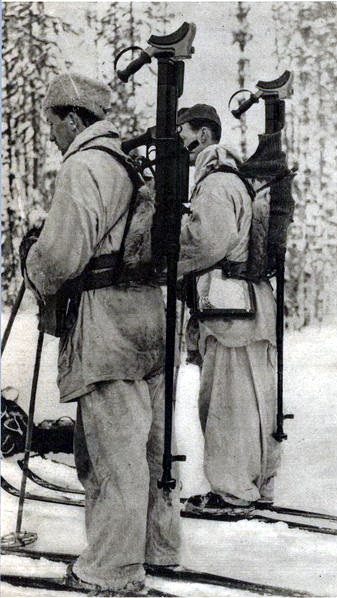
Voluntarios suecos armados con fusiles antitanque Boys durante la Guerra de Invierno.

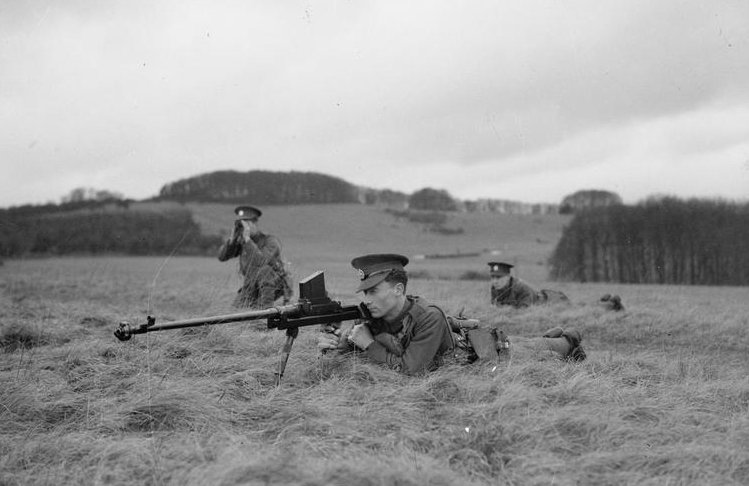
Soldados británicos entrenando con el fusil antitanque Boys.

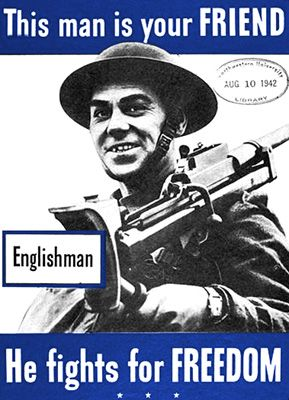
Póster estadounidense de la Segunda Guerra Mundial, que muestra a un soldado inglés llevando un fusil antitanque Boys.

El Rifle, Anti-Tank, .55in, Boys (Fusil antitanque Boys calibre .55 pulgadas, en inglés) conocido corrientemente como el Boys (o frecuente y erróneamente «Boyes») era un fusil antitanque británico empleado durante la Segunda Guerra Mundial.

## Historia, diseño y desarrollo
El epónimo creador de este fusil antitanque fue el capitán H.C. Boys (Superintendente Auxiliar de Diseño), miembro del Comité Británico de Armas Ligeras y diseñador en la Royal Small Arms Factory (RSAF) de Enfield. Inicialmente, este fusil antitanque iba a ser llamado Stanchion, pero fue rebautizado en honor al capitán Boys como una muestra de respeto por su fallecimiento unos días antes que el fusil antitanque fuera aprobado para el servicio activo en noviembre de 1937.
Este fusil fue producido por BSA Ltd en tres versiones básicas: Mk.I, Mk.I* y Mk.II, con una producción total de cerca de 62.000 unidades. El Mk.I Boys fue la versión original británica, se fabricó con un freno de boca redondo y un bípode en forma de T. Los fusiles Mk.I* Boys fueron producidos en Canadá por John Inglis Co. y se distinguían principalmente por el freno de boca plano y un bípode en forma de V. La versión de Boys Mk.II fue la más rara y escasa de las tres, ya que fue diseñada especialmente para las tropas aerotransportadas con un cañón de 762 mm y sin freno de boca. Usó diferentes cartuchos, teniendo la última versión de estos un mayor poder de penetración.
Siendo un fusil de cerrojo alimentado mediante un cargador de 5 balas, el Boys era un arma grande y pesada, con un bípode en la parte delantera y una agarradera aparte situada bajo su cantonera acolchada. Para poder manejar el retroceso causado por el gran cartucho calibre 13,9 mm (0,55 pulgadas), su cañón iba montado sobre una plataforma deslizante y su bípode iba equipado con un amortiguador junto a un freno de boca montado en el cañón. Las piezas del fusil antitanque Boys estaban sujetadas por numerosos tornillos pequeños de acero blando con ranuras poco profundas y fuertemente ajustados, haciendo que su reparación y mantenimiento fueran una pesadilla para los armeros del ejército británico.
Su cartucho, el .55 Boys, o 13,9x99B, era una adaptación del .50 BMG con un cinturón, que montaba una bala de 47,6 gramos.
Al momento de su introducción, el fusil antitanque era efectivo contra blindajes ligeros (16 mm de espesor) a 91 metros (100 yardas). Durante la Segunda Guerra Mundial fueron empleados dos principales tipos de cartuchos, el W Mark 1 (con bala AP de 60 gramos y una velocidad de 747 metros/segundo) y el W Mark 2 (con bala AP de 47,6 gramos y una velocidad de 884 metros/segundo). La bala del W Mark 1 podía penetrar 16 mm de blindaje a 91 metros (100 yardas), aproximadamente el grosor empleado en el blindaje frontal de un camión-oruga o un automóvil blindado, así como los flancos y el blindaje posterior de un tanque ligero o de una tanqueta. Posteriormente fue desarrollado un cartucho más efectivo, el W Mark 2, que disparaba una bala con núcleo de tungsteno a 945 metros/segundo. La bala del W Mark 2 era capaz de penetrar 19 mm (más de 3/4 de pulgada) de blindaje a 91 metros (100 yardas), con una inclinación de 70° respecto al horizonte (por ejemplo, 20 grados desde la línea recta del ángulo de fuego), la penetración efectiva siendo de 21,5 mm a 0°. Su alcance efectivo contra blancos sin blindaje (soldados), era mucho más grande. A pesar de su plataforma deslizante y cantonera acolchada, su retroceso (además del ruido y el fogonazo) era tremendo, provocando frecuentes esguinces de cuello y rozaduras en el hombro. Por lo que el fusil antitanque Boys casi nunca era disparado sin ayuda de un soporte, excepto en situaciones de emergencia.

## Historial de combate
El fusil antitanque Boys fue empleado en las primeras etapas de la Segunda Guerra Mundial contra los tanques ligeros y automóviles blindados alemanes. El Reino Unido también suministró una gran cantidad de fusiles antitanque Boys a Finlandia en 1939 y 1940, durante la Guerra de Invierno contra la Unión Soviética. Este fusil antitanque fue popular entre las tropas finlandesas, porque podía hacer frente al tanque ligero soviético T-26.
A pesar de ser efectivo contra algunos tanques ligeros alemanes, italianos y soviéticos en Francia, el norte de África y Finlandia, el aumento del espesor del blindaje durante la guerra hizo que el fusil Boys fuera perdiendo eficacia como arma antitanque. Una versión acortada de este fue suministrada a las tropas aerotransportadas y empleado en Túnez, donde demostró ser totalmente ineficaz debido a la reducción de la velocidad por su cañón acortado. En el frente europeo fue rápidamente reemplazado por el PIAT en 1943. También fue a veces empleado contra búnkeres, nidos de ametralladoras y vehículos sin blindaje, pero fue rápidamente reemplazado del servicio de las tropas británicas y del Commonwealth por la ametralladora estadounidense Browning M2 calibre 12,7 mm cuando esta estuvo disponible en grandes cantidades. Empleando munición antiblindaje (AP), antiblindaje incendiaria (API) y antiblindaje incendiaria trazadora (APIT), la Browning M2 era igualmente capaz de penetrar blindajes y producía más daños al incendiar vehículos sin blindaje, al mismo tiempo que podía servir como una efectiva arma antiaérea. Incluso el Long Range Desert Group, que habitualmente empleaba a bordo de sus jeeps y vehículos de reconocimiento armas capturadas o desmontadas de aviones y otros vehículos, descartó rápidamente sus fusiles Boys para sustituirlos con ametralladoras Browning M2 o cañones automáticos italianos Breda M35 de 20 mm.
Sin embargo, en el Frente del Pacífico, el fusil antitanque Boys fue empleado contra los escasamente blindados tanques japoneses en Malasia en una fecha tan tardía como 1942, cuando el 1.er Regimiento del Punjab destruyó dos tanques ligeros japoneses que bloqueaban un camino. Ya que las fuerzas británicas y del Commonwealth carecían de armas antitanque de mayor alcance propulsadas por cohete, tales como la Bazuca o el Panzerschreck, el fusil antitanque Boys continuó siendo empleado en aquel frente.

## Usuarios
- Reino Unido - Ejército Británico
- Alemania nazi - Los fusiles antitanque capturados tras la evacuación de las tropas británicas de Noruega y Francia fueron denominados Panzerbüchse Boyes y recibieron la designación PzB 782(e).[6]
- Australia - Apodado "Charlie el bastardo" (debido a su poderoso retroceso, en comparación con otros fusiles de menor calibre de la época).
- Canadá
- Estados Unidos - Empleado por los Marine Raiders.[6] Durante la guerra de Corea, el Cuerpo de Marines tomó prestados algunos fusiles antitanqe Boys de las tropas canadienses, les reforzó sus cerrojos y los equipó con miras telescópicas. Fueron empleados como fusiles de francotirador de largo alcance experimentales, disparando cartuchos .50 BMG con carga propulsora doble. Estos fusiles tenían un alcance de más de 1.829 m (2000 yardas).[7]
- Finlandia - Empleado por el Ejército finlandés con la denominación de 14 mm pst kiv/37 durante la Guerra de Invierno y la Guerra de Continuación.
- Francia - recibió un gran lote a cambio de cañones antitanque de 25 mm.[8]
- Irlanda
- Italia - empleó fusiles capturados en la Campaña del norte de África.[9]
- Nueva Zelanda
- República de China
- Unión Soviética - recibió 3.200 fusiles antitanque Boys a través del Lend-Lease.[10]

El fusil antitanque Boys era a veces montado a bordo de vehículos, tales como el "Bren Gun Carrier", el automóvil de reconocimiento ligero Humber y el automóvil blindado Standard Beaverette.